# John Locke (Izgubljeni)
John Locke je izmišljeni lik iz televizijske serije Izgubljeni kojeg je utjelovio glumac Terry O'Quinn. Ime je dobio po engleskom filozofu Johnu Lockeu. 2007. godine glumac O'Quinn je osvojio prestižnu televizijsku nagradu Emmy u kategoriji najboljeg sporednog glumca za portret Johna Lockea u seriji.
U prvoj sezoni, Locke je predstavljen kao misteriozan, intelektualan i stoički lik sa sposobnošću života u divljini i sklonošću lovu i praćenju tragova. On vjeruje u mistična i spiritualna objašnjenja neobičnih pojava koje se događaju na Otoku upravo zbog toga što mu se i samom dogodilo "čudo" nakon pada aviona Oceanic 815. Upravo takav stoicizam i mističnost vladaju njegovim karakterom i stvaraju temelje za sve njegove veze i interakcije s ostalim likovima u seriji.

## Razvoj lika

### Prije avionske nesreće
John Locke je rođen 30. svibnja 1956. godine. Njegova majka, koja je u vrijeme poroda bila još u tinejdžerskim godinama, bila je Emily Locke. Čak i u ranoj mladosti pokazivao je znakove visoke inteligencije. Nakon što ga je usvojila obitelj, u dobi od 5 godina posjetio ga je Richard Alpert (Nestor Carbonell) koji ga je opisao "izuzetno posebnim". Locke je tijekom godina imao niz braće i sestara, odnosno djece svojih udomitelja: Jeannie, koja je još kao mala umrla nakon pada; Melissa, koja ga je maltretirala i nikad imenovanog brata s kojim je Locke nekad znao igrati igru mišolovka. 
Godinama kasnije, tijekom rada u prodavaonici igračaka, Lockea je posjetila njegova majka koja mu je rekla da je on bezgrešno začet. Znatiželjni Locke unajmio je privatnog detektiva da pronađe svog oca, Anthonyja Coopera (Kevin Tighe). Cooper je u svoj život veselo uveo Lockea i nakon nekoliko zajedničkih odlazaka u lov njih dvojica su se zbližila. Uskoro mu je Cooper otkrio da mu je potrebno presađivanje bubrega pa je Locke samostalno donirao svoj. Nakon operacije, Cooper je napustio Lockea i odbio se viđati s njim pa je Locke shvatio da ga je ovaj samo iskoristio kako bi se domogao bubrega i nastavio sa svojim životom. Locke je postao vrlo depresivan i ta ga je depresija odvela do grupne terapije gdje je upoznao svoju buduću djevojku Helen Norwood (Katey Sagal). Upravo mu je ona pomogla da pobijedi svoju opsesiju sa svojim ocem, ali nakon što se Cooper ponovno pojavio i zamolio Lockea za pomoć i nakon što mu je ovaj pomogao, Helen ga je ostavila. 
U jednom trenutku svog života nakon što je Helen otišla, Locke je započeo živjeti i raditi u komuni koja je uzgajala marihuanu u Kaliforniji sve dok policija nije započela s istragom. Nakon toga napustio je komunu.
Locke se povukao u samački život sve dok ga jednog dana nije posjetio Peter Talbot tražeći informacije o "Adamu Sewardu" koji se namjeravao oženiti s bogatom Peterovom majkom. Locke uskoro shvaća da je Adam zapravo Cooper, susreće se s njim i zapovijeda mu da se ne oženi bogatašicom. Cooper ubija Petera, a nakon što se Locke dođe obračunati s njim u hotelsku sobu povodom ubojstva, Cooper ga baca kroz prozor s osmog kata. Nekoliko trenutaka nakon stravičnog pada, dok se nalazio na zemlji, Lockea je dotaknuo misteriozni stanovnik s Otoka, Jacob (Mark Pellegrino). Unatoč tome što je preživio pad, Lockeu su leđa bila slomljena, a težina ozljede smjestila ga je u invalidska kolica.
Dok se oporavljao u bolnici, navodni bolnički pomoćnik Matthew Abaddon (Lance Reddick) posjetio je Lockea i rekao mu da mora krenuti u obilazak (walkabout) kako bi ponovno otkrio samog sebe. Nakon izlaska iz bolnice Locke je započeo raditi u tvornici kutija gdje ga je konstantno vrijeđao njegov šef Randy (Billy Ray Gallion). Locke je odletio u Australiju gdje mu nije dopušten odlazak s ostatkom grupe u divljinu zbog toga što se nalazi u invalidskim kolicima, pa je bio primoran ukrcati se na let Oceanic 815 radi povratka kući.

### Na Otoku
Odmah nakon avionske nesreće zbog koje je završio na Otoku, Locke je prohodao i invalidska kolica mu više nisu bila potrebna. Upravo zbog toga postaje vrlo spiritualan prema Otoku i ne namjerava ga napustiti. Nedugo potom otkriva se da je Locke ekspert za lov i da odlično slijedi tragove. Tijekom jednog od lova nailazi na dimno čudovište, opisujući ga kao "prekrasno svjetlo". Nakon što Claire Littleton (Emilie de Ravin) bude oteta, Locke pomaže Jacku Shephardu (Matthew Fox), Kate Austen (Evangeline Lilly) i Booneu Carlyleu (Ian Somerhalder) u potrazi. Za vrijeme potrage, on i Boone otkriju okno koje dugo vremena neuspješno pokušavaju otvoriti. Boone postaje Lockeov proteže pa ga Locke pokušava naučiti prirodi Otoka. Nakon što jedne noći Locke ima viziju pada malog aviona, on i Boone ga otkrivaju srušenog na jednoj stijeni usred džungle. Boone se popne do aviona, ali avion padne u trenutku dok se Boone nalazi u njemu. Locke ga odnosi natrag do spilja u kojima boravi ostatak preživjelih pa se vraća do okna gdje u bijesu lupa po njegovim vratima, devastiran Booneovom smrću. I baš u trenutku kad izgubi svaku nadu, jako svjetlo dopre iz okna pa Locke to shvati kao znak. Vraća se na plažu u trenutku Booneovog sprovoda i nevoljko drugima otkriva postojanje okna. Zbog Booneove smrti, Jack više ne vjeruje Lockeu i njegovim motivima. Kako bi otvorili okno, Danielle Rousseau (Mira Furlan) pomogne preživjelima i odvodi ih do Crne Stijene gdje pronalaze dinamit. Locke upotrebljava dinamit kako bi dignuo u zrak vrata okna i napokon ga otvorio.
Ulaskom u okno Locke otkriva Desmonda Humea (Henry Ian Cusick) koji njemu i Jacku pokazuje film orijentacije u kojem se objašnjava da je okno nekad davno služilo za proučavanje elektromagnetizma, a također im pokazuje i specifičan niz brojeva koje moraju ukucavati u kompjuter svakih 108 minuta kako bi spriječili neidentificiranu katastrofu. Vidjevši da je njegova zamjena stigla, Desmond odlazi. I dok je Jack uvjeren da ne trebaju unositi brojeve u kompjuter, Locke ga uvjeri u suprotno. Kada čovjeka imena "Henry Gale" (Michael Emerson) pronađu u džungli, Locke ga drži zatvorenikom u praznoj oružarnici. U jednom trenutku sva vrata u oknu automatski se zatvore i jedna od njih padnu na Lockeove noge pa on zamoli Henryja da ih otvori pomoću kompjutera. Tom prilikom Locke ugleda čudnovatu kartu nacrtanu na jednim vratima koju će kasnije pokušati nacrtati po sjećanju. Locke i ostali ubrzo saznaju da je Henry lagao o svom identitetu i da je on zapravo član Drugih, ali on odbija razgovarati s bilo kim osim s Lockeom. Poigrava se s njim govoreći mu da Drugi ismijavaju postojanje okna i da nikad nije unio brojeve koje je trebao u trenutku kad su sva vrata bila spuštena zbog čega Locke prestane vjerovati u to da unošenje brojeva uzrokuje katastrofu. Nakon što "Henry" pobjegne, Locke i Mr. Eko (Adewale Akinnuoye-Agbaje) odlaze u džunglu kako bi ga pronašli, ali umjesto njega pronalaze "?" (upitnik) nacrtan na Lockeovoj karti gdje otkrivaju stanicu Biser u kojoj pronalaze još jedan video film u kojem se navodi da je pritiskanje gumba samo psihološki eksperiment za sve one koji se nalaze u oknu. I dok Locke vjeruje da je pritiskanje gumba (unošenje brojeva) nepotrebno, Eko osjeća upravo suprotno. Locke odluči prestati pritiskati brojeve pa on i povratnik Desmond dolaze u okno gdje puštaju da kompjuter odradi svojih 108 minuta nakon čega se oslobađa snažna elektromagnetska sila pa Locke shvaća da je cijelo vrijeme bio u krivu. Desmond, kako bi spriječio daljnju katastrofu, okreće sigurnosni ključ koji uzrokuje implodiranje okna.
Sljedećeg se dana Locke budi u džungli i podiže mali šatorčić kako bi inducirao halucinacije u kojima mu Boone kaže da mora spasiti Ekoa. Kako bi stupio u komunikaciju s Drugima koji u zarobljeništvu drže Jacka, Kate i Sawyera (Josh Holloway), on i nekoliko drugih preživjelih odlaze do stanice Pearl gdje spajaju uređaje kako bi pokrenuli monitore za nadzor drugog okna. Napuštaju stanicu i pronalaze Ekoa mrtvog u džungli. Nakon što ga pokopaju, Locke primijeti napise na Ekovom štapu koji ga usmjeravaju na sjever. Kada se Kate vrati, ona, Locke, Sayid (Naveen Andrews) i Danielle Rousseau (Mira Furlan) zajedno odlaze na misiju spašavanja Jacka od Drugih. U kampu Locke uzima za taoca Bena Linusa, vođu Drugih i prisiljava ga da mu kaže gdje je lokacija njihove podmornice. Nakon toga Locke uz pomoć eksploziva C-4 podmornicu s kojom je Jack trebao otići s otoka diže u zrak. Ben potom pokazuje Lockeu njegovog oca, Anthonyja Coopera, kojeg Drugi drže u zarobljeništvu i govori mu da im se može pridružiti ako ga ubije. Locke izmanipulira Sawyera da ubije Coopera umjesto njega te odnese leš do kampa Drugih. Nakon toga Ben ga vodi da upozna Jacoba, ali umjesto toga u Jacobovoj kolibi mu pokazuje samo prazan stolac. Kasnije njih dvojica dolaze do zajedničkog groba davno umrlih pripadnika Dharma inicijative gdje Ben upuca Lockea zbog toga što mu je ovaj zaprijetio da će mu preuzeti vodstvo nad Drugima. Ostavljen u velikom grobu da umre, Locke razmišlja o samoubojstvu, ali vjera mu se vrati nakon što vidi ukazanje Walta koji mu kaže da "još ima posla kojeg mora obaviti". Vraća se do radio tornja gdje Jack odvodi preživjele te ubija Naomi, ženu s broda koji se nalazi u blizini otoka, a za koju vjeruje da sa sobom donosi veliku opasnost. Zamoli Jacka da više ne komunicira s obližnjim brodom, ali Jack ga ignorira. Locke se vraća u kamp na plaži, nadajući se da će naći potporu ostalih preživjelih.